# Kanton Montauban-3
Kanton Montauban-3 is een kanton van het Franse departement Tarn-et-Garonne. Kanton Montauban-3 maakt deel uit van het arrondissement Montauban en telde 21.542 inwoners in 2020.

## Gemeenten
Het kanton Montauban-3 omvatte tot 2014 de volgende gemeenten:
- Léojac
- Montauban (deels, hoofdplaats)

Na de herindeling van de kantons bij decreet van 27 februari 2014, met uitwerking op 22 maart 2015, omvat het kanton enkel nog een zuidoostelijk deel van de gemeente Montauban.